# ジャック・タチ
ジャック・タチ（Jacques Tati, 1907年10月9日 - 1982年11月4日）は、フランスの映画監督、俳優。本名はジャック・タチシェフ（Jacques Tatischeff）。パリ郊外のル・ペック生まれ。父はロシア人、母はオランダ人。

## 来歴

### 映画デビューと『のんき大将』
若い頃からパントマイムの道を志し、得意だったスポーツをネタにした芸でならす。1933年からミュージックホールの舞台に立ち、シドニー＝ガブリエル・コレットから激賞を受けるなど人気を博した。1932年からは映画の仕事も始めたが、最初に話題になったのはルネ・クレマンが監督し、タチは脚本と主演を担当した『左側に気をつけろ（Soigne ton gauche）』（1936年）という短編映画である。タチはここでもお得意のボクシングの芸を披露している。クロード・オータン＝ララの『乙女の星（Sylvie et le fantôme）』（1945年）と『肉体の悪魔（Le Diable au corps）』（1947年）に出演した後、1947年に短編映画『郵便配達の学校（L'École des facteurs）』を初監督した。この作品でタチは脚本・主演も担当し、この作品の主人公である郵便配達人フランソワは次の作品に活かされることになる。
本格的な長編映画デビューは、監督・脚本・出演を兼ねた『のんき大将脱線の巻（Jour de fête）』（1949年）である。フランスの片田舎の郵便配達人が、アメリカ式合理主義に影響され、自転車で駆け回りながら騒動を巻き起こすコメディ映画であった。この作品は当初モノクロ映画として上映されていたが、実は同時に2色方式トムソン・カラーによるフランス最初の長編色彩映画として全編撮影されていた。技術的な困難さのために公開当時はこのカラー・ヴァージョンを公開できなかったが、1995年、タチの娘を中心にシネマテーク・フランセーズによって復元され、日本でも劇場公開された。この作品の舞台は、タチがドイツ占領下のパリを逃れて住んだサント・セヴェールという小さな村で、その村が大変気に入ったタチが映画の舞台に選んだのであった。

### 『ぼくの伯父さんの休暇』
長編第2作は『ぼくの伯父さんの休暇（Les Vacances de Monsieur Hulot）』（1953年・モノクロ映画）。ユロ氏がフランスの浜辺の高級リゾートに現れ、8月の優雅なバカンス地に大騒動を巻き起こす。ユロ氏を中心にコミカルなエピソードが次から次へと繰り広げられるが、ほとんどでサイレント映画のような視覚的ドタバタに終始している。サウンドトラックは英語版・フランス語版の2種類が作られたが、音楽とサウンド・エフェクトが多くを占めており、独特の音響センスに満ちている。この作品は米国のアカデミー賞オリジナル脚本賞にノミネートされ、また後のヌーヴェルヴァーグの批評家にも大絶賛された。
『ぼくの伯父さんの休暇』以降、のっぽで小さい帽子をかぶり、吸口の長いパイプを咥え、レインコートと寸足らずのズボンを着用した無口な主人公「ユロ氏」のキャラクターを確立させ、以後自作自演で映画に登場することになる。英国のローワン・アトキンソンのインタビューによると、「ミスター・ビーン」のキャラクターにも大いに影響を与えていたとのことである。

### 『ぼくの伯父さん』
長編第3作は『ぼくの伯父さん（Mon Oncle）』（1958年）。日本ではこちらの方が早く公開されたが、『ぼくの伯父さんの休暇』と直接の関係はない。パリの古い下町に住む「ぼくの伯父さん」ことユロ氏が、自動化されアメリカナイズされたモダンな住宅やプラスチック工場で悪戦苦闘するコメディである。この作品ではそのモダンな住宅のセットも話題になり、タチのモダニスト的な資質も注目された。
1959年、『ぼくの伯父さん』は米国第31回アカデミー賞外国語映画賞を受賞する。授賞式出席のため訪米する際、映画会社の人間から「（当時人気絶頂だった）ジェリー・ルイスとお会いになるおつもりがあるならば、（会談を）セットしますよ」と言われたが、タチは「ジェリー・ルイスと会う必要は感じません。もし会えるなら私はむしろマック・セネットと会いたいです」と返答した。当時、養老院で最晩年を送っていたマック・セネットはこれを聞いて大いに喜び、タチが深く愛したサイレント喜劇映画時代の仲間を呼び集め、タチを迎えて親しく歓談したという。その席に招かれた無声喜劇映画の巨星たちとは、すなわちバスター・キートン、ハロルド・ロイド、そしてスタン・ローレル（オリヴァー・ハーディは1957年に死去）のことである。
アカデミー賞受賞時には、これら無声喜劇映画のスターたちを念頭に「If Hollywood had not done so many funny pictures, I would not be here tonight. For all those great comedians, I am not the uncle, but the nephew.（もしハリウッドがあれほどたくさん面白い映画を作っていなかったら、今夜私はここにいないでしょう。あの偉大なコメディアン諸氏に対して、私は「伯父さん」ではないのです。私は彼らの甥っ子なのです）」とのスピーチを残している。

### 『プレイタイム』
長編第4作は、大作『プレイタイム（Playtime）』（1967年）である。このコメディ映画にはプロットがほとんど存在せず、劇中ではユロ氏と一団のアメリカ人観光客が街を彷徨う中、フランスの古き良き伝統を発見する。タチは私財を投げ打ち、ほぼ10年がかりでこの超大作に取り組んだ。近未来のパリを舞台とするために、高層ビルの林立する一つの都市が作り上げられている。当時のフランス映画史上最大の製作費をかけ、しかも高画質にするため70mm磁気6チャンネルのフォーマットを使って壮大な世界が構築された。『プレイタイム』のオリジナルは155分の長尺であったが、タチ自身の手で126分まで短縮され、しかも経理上の問題から次々と短縮され、米国での公開ヴァージョンでは93分モノラルまでカットされ公開された。
公開当時、『プレイタイム』は一部の批評家には絶賛されたが、多くのマスコミからは酷評を受けて興行的にも惨敗し、その失敗は一生タチにまとわりついた。2002年になってようやく、カンヌ国際映画祭の歿後20周年記念上映で126分70mmヴァージョンが復元されている。タチは自らの作品の登場人物一人ひとりの動きをまるでバレーの振付師のように実演して見せたという（女性の場合は女装してまで実演した）。画面構成から俳優の動きまであくまでも完全主義であったのである。
『プレイタイム』製作中に資金難に陥り、製作が一時止まった時、短編『ぼくの伯父さんの授業（Cours du soir）』（1967年）が撮られる。これは、ユロ氏が彼のコメディを出来の悪そうなコメディアン志望者たちに伝授するという内容であった。劇中には郵便配達人フランソワの姿も登場しており、懐かしさを帯びている。

### 『トラフィック』と『パラード』と晩年
長編第5作は、比較的低予算の『トラフィック（Trafic）』（1971年）である。この作品は、ユロ氏が自動車デザイナーとなって、アムステルダムで開かれるモーターショーに向け、自ら設計したキャンピングカーを運転していくコメディ映画である。劇中ではモータリゼーションの発達やコミュニケーションの困難さを背景にしているが、あくまでもそれらは作品の背景であり、道中における日常的な渋滞や様々な事故に巻き込まれるユロ氏の姿がスマートに演出されている。
スウェーデンのテレビ局のために監督・脚本・主演したテレビ映画『パラード（Parade）』（1974年）がタチの遺作となった。2人の子供が訪れたサーカスを舞台に繰り広げられるショーの模様を温かいタッチで描いたコメディである。タチはサーカス団の団長を演じて、年齢を感じさせない達者な動きを見せている。
ジャック・ラグランジュと共同で執筆した『Confusion』や『イリュージョニスト』の脚本を残し、1982年11月4日、タチは肺炎のため死去した。

## 評価・影響
- 同時代の映画人であるタチの作家性に気付き、早くから絶賛していたフランソワ・トリュフォーやオーソン・ウェルズといった人物もいたが、タチの再評価が始まったのはPlaytimeの再販が行われてからである。2002年、第55回カンヌ国際映画祭で行われた歿後20周年を記念した回顧上映でタチの作品は絶賛を受けた。
- アニメ作品『ベルヴィル・ランデブー（Les Triplettes de Belleville）』（2002年）を監督したシルヴァン・ショメもタチの影響を受けたと公言して憚らない熱烈なファンの一人であり、2010年にはタチが生前に残した脚本をもとにしたアニメーション映画『イリュージョニスト』を制作している。
- 日本の芸術家沼田元氣もタチの大ファンで、『ぼくの伯父さんの〜』と題した本を何冊も著し、タチの絵本の翻訳も行っている。また雑誌『ガリバー』1992年5月14日号「ムッシュ・ユロに会いたい ぼくの伯父さんを探して」という特集では、タチの娘であるソフィー・タチシェフへのインタビューや映画のロケ地を回る旅を敢行している。
- 日本の現代音楽家伊左治直は、タチのトリビュートCD『南天夢譚 ジャック・タチの優しい夜』を制作している。
- 日本の作家長谷川四郎にもブラックユーモア溢れるメルヘン『ぼくの伯父さん』という代表作がある。
- 日本のミュージシャン一色進は「ジャック達」というロック・バンドを率いている。

## 作品
| 年   | 邦題 原題                                       | 監督 | 脚本 | 出演 | 備考                          |
| ---- | ----------------------------------------------- | ---- | ---- | ---- | ----------------------------- |
| 1932 | Oscar, champion de tennis                       | No   | No   | Yes  | 短編                          |
| 1934 | 乱暴者を求む On demande une brute               | No   | Yes  | Yes  | 短編                          |
| 1935 | 陽気な日曜日 Gai dimanche                       | Yes  | Yes  | Yes  | 短編 ジャック・ベルと共同監督 |
| 1936 | 左側に気をつけろ Soigne ton gauche              | No   | Yes  | Yes  | 短編                          |
| 1938 | Retour à la terre                               | No   | Yes  | Yes  | 短編                          |
| 1946 | 乙女の星 Sylvie et le fantôme                   | No   | No   | Yes  |                               |
| 1947 | 郵便配達の学校 L'École des facteurs             | Yes  | Yes  | Yes  | 短編                          |
| 1947 | 肉体の悪魔 Le Diable au corps                   | No   | No   | Yes  |                               |
| 1949 | のんき大将脱線の巻 Jour de fête                 | Yes  | Yes  | Yes  |                               |
| 1953 | ぼくの伯父さんの休暇 Les Vacances de M. Hulot   | Yes  | Yes  | Yes  |                               |
| 1958 | ぼくの伯父さん Mon Oncle                        | Yes  | Yes  | Yes  |                               |
| 1967 | プレイタイム Play Time                          | Yes  | Yes  | Yes  |                               |
| 1967 | ぼくの伯父さんの授業 Cours du soir              | No   | Yes  | Yes  | 短編                          |
| 1971 | トラフィック ぼくの伯父さんの交通大戦争 Trafic  | Yes  | Yes  | Yes  |                               |
| 1974 | パラード Parade                                 | Yes  | Yes  | Yes  |                               |
| 1978 | フォルツァ・バスティア'78/祝祭の島 Forza Bastia | Yes  | Yes  | No   | 短編ドキュメンタリー          |
| 2010 | イリュージョニスト L'Illusionniste              | No   | Yes  | No   | オリジナル脚本                |

## 関連作品

### 書籍
- 『ぼくの伯父さんは、のんきな郵便屋さん〈映画『のんき大将』より〉』

ジャック・タチ原作、E・ラモット絵（沼田元氣訳、平凡社、2003年）
- 『ぼくの伯父さんの休暇』小柳帝訳（新版・中公文庫、2008年）

ジャン＝クロード・カリエール ノベライゼーション、ピエール・エテックス 絵
- 『ぼくの伯父さん』小柳帝訳（2022年、中央出版）

ジャン＝クロード・カリエール ノベライゼーション、ピエール・エテックス 絵

### CD
- ぼくの伯父さん〜ジャック・タチ作品集（2002年） ※代表作を中心に構成された映画音楽集。日本盤のみ『ぼくの伯父さん』を完全収録。